# 자백의 대가
《자백의 대가》(영어: The Price of Confession)는 넷플릭스에서 2025년 공개 예정인 대한민국의 미스터리, 스릴러 드라마이다.

## 제작진

### 연출
- 이정효

### 각본
- 권종관

## 등장 인물

### 주요 인물
- 전도연 : 안윤수 역
- 김고은 : 모은 역
- 박해수 : 백동훈 역
- 진선규 : 장정구 역

### 주변 인물
- 최영준
- 이상희
- 홍화연
- 남다름